# Langues somahai
Les langues somahai sont une famille de langues papoues parlées en Indonésie, en Nouvelle-Guinée, dans la province de Papouasie occidentale.

## Classification
Les langues somahai font partie des familles rattachées par S. Wurm (1975) à la famille hypothétique des langues trans-Nouvelle Guinée. Malcolm Ross ne valide pas leur appartenance à cet ensemble, par manque de données sur les langues somahai. Nordhoff, Haspelmath, Hammarström et Forkel mettent en avant l'absence de similitudes avec d'autres familles de langues papoues.

## Liste des langues
Les deux langues somahai sont les suivantes :
- momina
- momuna

## Sources
- (en) Malcolm Ross, 2005, "Pronouns as a preliminary diagnostic for grouping Papuan languages, dans Andrew Pawley, Robert Attenborough, Robin Hide, Jack Golson (éditeurs) Papuan pasts: cultural, linguistic and biological histories of Papuan-speaking peoples, Canberra, Pacific Linguistics. pp. 15–66.